# Crataegus panda
Crataegus panda är en rosväxtart som beskrevs av Chauncey Delos Beadle. Crataegus panda ingår i Hagtornssläktet som ingår i familjen rosväxter. Inga underarter finns listade i Catalogue of Life.